# Galéran IV. (Meulan)

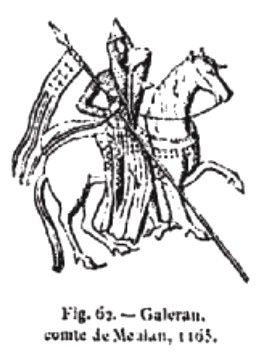
Darstellung Galérans nach einem Siegel

Walram von Beaumont (* 1104; † 19. April 1166 in Préaux) war Herr von Beaumont, ab 1118 als Galéran IV. Graf von Meulan und ab 1138 1. Earl of Worcester.
Im Französischen heißt er Galéran de Beaumont bzw. Galéran IV de Meulan, im Englischen wird er als Waleran de Beaumont, 1st Earl of Worcester bezeichnet. Als Beiname ist auch de Bellomonte bzw. de Wigonia, nach den lateinischen Namen von Beaumont bzw. Worcester gebräuchlich.
Er war Sohn von Robert de Beaumont, Graf von Meulan und 1. Earl of Leicester, und Elisabeth von Vermandois, sowie der Zwillingsbruder von Robert de Beaumont, 2. Earl of Leicester. Er und sein Bruder Robert sind die bekannten Beaumont-Zwillinge.

## Erste Jahre
Nach dem Tod seines Vaters 1118 erhielt er den normannischen Anteil des Erbes, Meulan und Beaumont. Darüber hinaus besaß er Vatteville am linken Ufer der Seine. Beim Aufstand im September 1118 stand er loyal zu König Heinrich I., wurde aber 1123 in eine Verschwörung von Wilhelm Clito hineingezogen, dem Sohn des Herzogs Robert II. von der Normandie. Er wurde am 26. März 1124 von William de Harcourt in einer Schlacht bei Bourgtheroulde geschlagen und floh nach Brionne. Als Heinrich anrückte, zog er sich auf seine Burg Beaumont zurück. Der König eroberte seine Burgen in Brionne und Pont-Audemer, letztere nach einer Belagerung von sieben Wochen, und brannte die Städte Montfort, Brionne und Pont-Audemer nieder. Darüber hinaus entzog ihm Heinrich den Titel eines Grafen von Meulan.
Im Jahr darauf, am 24. März 1125, rückte er gemeinsam mit seinen Schwägern Hugo II. von Châteauneuf-en-Thimerais und Hugo IV. von Montfort-sur-Risle sowie William, Lord of Bréval, auf den Turm von Vatteville vor. Sehr früh am Morgen stürmten sie Verschanzungen, die der König rund um die Burg hatte errichten lassen, und versuchten, eine Lebensmittellieferung in ihre Hand zu bekommen, die für die Belagerten gedacht war. Walram, die beiden Hugos und rund 80 bewaffnete Männer wurden gefangen gesetzt und auf fünf Jahre lang eingekerkert, zuerst in Rouen, später in England. Der König hatte nun alle Festungen Walrams bis auf Beaumont zerstört, das er auszuliefern befahl, und Walram akzeptierte. Er wurde später begnadigt, schloss sich aber erneut Wilhelm Clito, dem Neffen des Königs an, die königlichen Soldaten besetzten wiederum die Burgen von Brionne und Pont-Audemer.
1135 (Wilhelm Clito war 1128 gestorben) hatte er das Vertrauen des Königs so weit zurückgewonnen, dass er – gemeinsam mit seinem Zwillingsbruder – an dessen Sterbebett stand. Walram schloss sich dem neuen König Stephan an, heiratete etwa im März 1136 dessen Tochter Mathilde von Blois, und ging noch im gleichen Frühjahr in die Normandie, wo er im Herbst Roger III. de Tosny gefangen nahm, kehrte dann im Frühjahr 1137 nach England zurück. 1138 wurde er zum Stellvertreter des Königs (Joint Lieutenant) in der Normandie ernannt, und überquerte den Ärmelkanal kurze Zeit später erneut, um einen Aufstand gegen die englische Herrschaft zu unterdrücken. Gegen Ende 1138 kehrte er nach England zurück und wurde damit beauftragt, in den Norden des Landes zu gehen und die Schotten aus der Burg Wark zu vertreiben. Er nahm vermutlich auch an der Standartenschlacht bei Northallerton am 22. August 1138 teil, in der die Schotten vollständig geschlagen wurden.

## Bürgerkrieg
Zu dieser Zeit war er Hauptberater des Königs geworden, den er bei der Ratsversammlung in Oxford in der Auseinandersetzung mit den Bischöfen von Salisbury und Ely verteidigte. In der folgenden Eskalation wurde der Bischof abgesetzt und eingekerkert, der Bürgerkrieg brach aus. Robert, 1. Earl of Gloucester griff Worcester im Oktober 1139 im Auftrag Matildas an, zerstörte einen beträchtlichen Teil der Stadt und führte große Beute mit sich fort. Am 3. November schlug Walram John FitzHarold, der unter dem Earl of Gloucester diente, drang in die Stadt ein und machte viele Gefangene.
1141 war er Oberbefehlshaber in der Schlacht von Lincoln. Als er die Schlacht verloren sah, floh er, während der König weiterkämpfte, bis er sich schließlich seinem Vetter Robert ergeben musste, der ihn Matilda auslieferte, die ihn wiederum in Bristol einkerkerte. Später im gleichen Jahr verhandelte er gemeinsam mit seinem Bruder den Frieden mit Matildas Ehemann Gottfried Plantagenet, dem Grafen von Anjou.
Bei der Belagerung von Rouen 1143/44 stand er dann im Dienst Gottfrieds, er eroberte Emandreville und brannte es nieder, ebenso wie die Kirche Saint-Sever, wobei viele Flüchtlinge in den Flammen umkamen. Matilda nahm ihm die Burg Worcester weg und gab sie William de Beauchamp. 1144 ernannte König Stephan ihn zum Earl of Worcester und gab ihm dabei ebenfalls die Stadt.
Danach begab er sich auf eine Pilgerfahrt nach Jerusalem und nahm anschließend am Zweiten Kreuzzug teil. Auf der Hinreise zu letzterem nahm er an der Belagerung von Lissabon (1. Juli bis 25. Oktober 1147) dabei, wobei die Stadt für die Christen erobert wurde. Nach seiner Rückkehr nach England 1149 zerstritt er sich mit dem König und ging dabei so weit, die Krone Englands Theobald II., Graf von Champagne, anzubieten, Stephans Bruder, der aber ablehnte. Daraufhin wechselte er ins Lager der Kaiserin Matilda und hielt Worcester in ihrem Auftrag. Der König eroberte die Stadt und brannte sie nieder, scheiterte aber an der Burg. Zwei Jahre später griff er erneut an, vertrieb diesmal Walram, der in die Normandie floh, wo er von seinem Neffen Robert von Montfort-sur-Risle (dem Sohn Hugos IV.) gefangen genommen wurde, der ihn in die Burg von Orbec sperrte. Er erlangte seine Freiheit wieder, nachdem er einen Teil seines Besitzes seinem Neffen übergeben hatte. 1154 versuchte er erfolglos die Burg Montfort zu erobern. Der König eroberte daraufhin die Stadt Winchester, die Walram gehörte, und brannte sie nieder.
1157 befand er sich am Hof des neuen Königs Heinrich II., und im Mai 1160 war er einer der Zeugen beim Vertragsabschluss zwischen Heinrich II. und dem französischen König Ludwig VII.; in dieser Zeit bezeugte er auch die Charta der Abtei Coggeshall.

## Nachkommen
Walram heiratete 1141 Agnes von Montfort, Tochter von Amaury III. von Montfort, Graf von Évreux, und Agnès de Garlande, die die Herrschaft Gournay-sur-Marne erbte; ihre Kinder waren:
- Robert II. de Beaumont, Graf von Meulan.
- Isabel de Beaumont († 10. Mai 1220), ⚭ (1) um 1161 Geoffroy, Herr von Mayenne (Haus Mayenne); ⚭ (2) um 1170 Maurice II., Herr von Craon (Haus Craon).
- Amaury de Beaumont, Herr von Gournay-sur-Marne.
- Roger de Beaumont, Vizegraf von Évreux.
- Waleran de Beaumont, Herr von Montfort.
- Etienne de Beaumont.
- Hugh de Beaumont, Lord of Blinchefeld.
- Marie de Beaumont, ⚭ Hugh Talbot, Baron of Cleuville, Lord of Hotot-sur-Mer.
- Amice de Beaumont, ⚭ Henry, Baron de Ferrieres.
- Duda de Beaumont, ⚭ William de Molines.

Es wird noch von einer früheren Ehe Walrams berichtet, die er etwa im März 1136 mit Mathilde von Blois, der älteren von zwei Töchtern des Königs Stephan geschlossen haben soll, kurz bevor er in die Normandie aufbrach; nach einer anderen Quelle starb Mathilde wohl 1135. Auf jeden Fall kann sie 1135/36 höchstens zehn Jahre alt gewesen sein (König Stephan heiratete 1125), 1141 heiratete Walram erneut, die angebliche Ehe blieb jedenfalls kinderlos.